# Eymeux
Eymeux é uma comuna francesa na região administrativa de Auvérnia-Ródano-Alpes, no departamento de Drôme. Estende-se por uma área de 9,88 km². Em 2010 a comuna tinha 1 056 habitantes (densidade: 106,9 hab./km²).